# James Wolcott Wadsworth junior

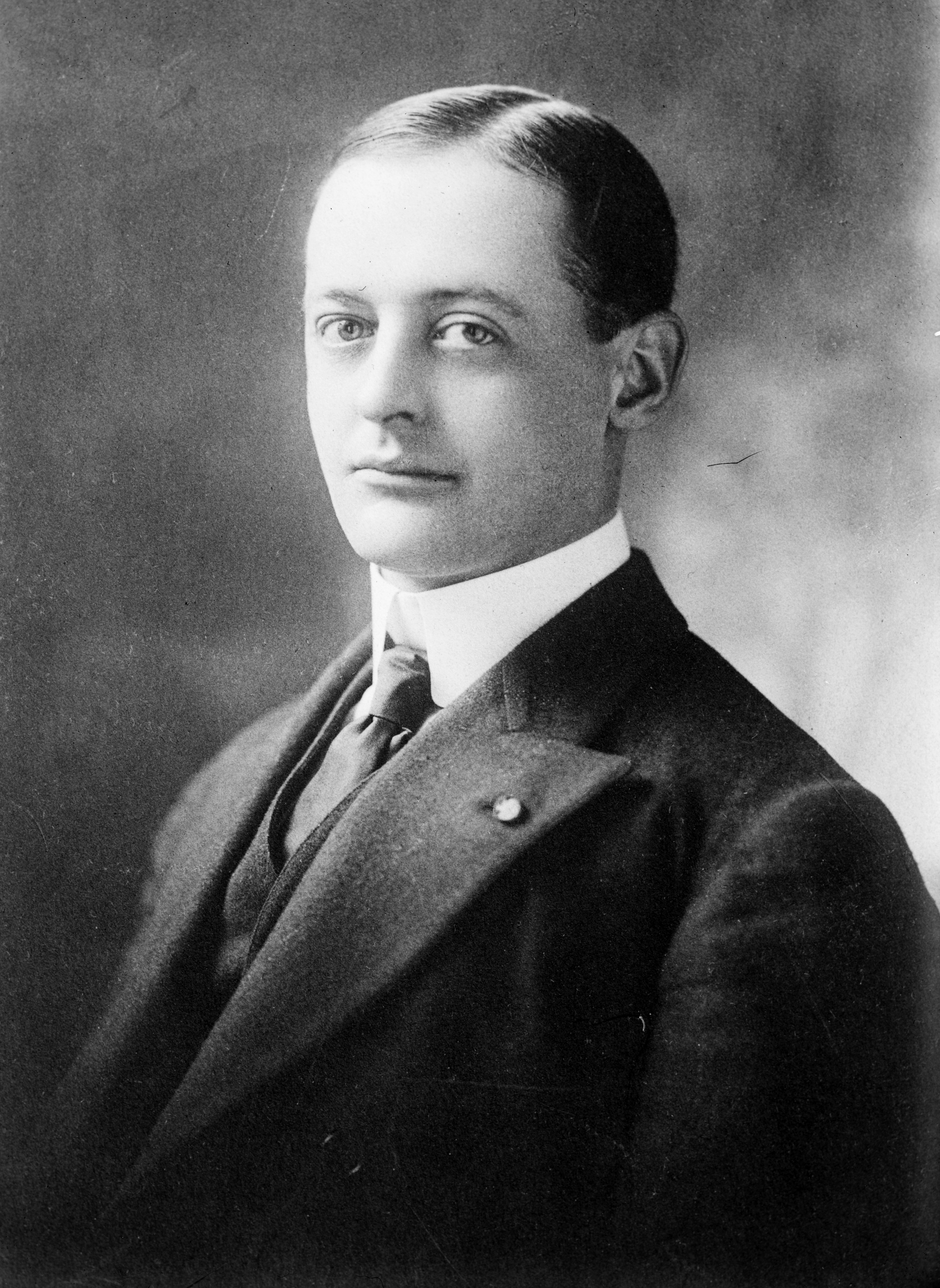
James Wolcott Wadsworth Jr.

James Wolcott Wadsworth Jr. (* 12. August 1877 in Geneseo, Livingston County, New York; † 21. Juni 1952 in Washington, D.C.) war ein US-amerikanischer Politiker. Zwischen 1915 und 1927  vertrat er den Bundesstaat New York im US-Senat und zwischen 1933 und 1951 im US-Repräsentantenhaus. Der General James S. Wadsworth war sein Großvater und der Kongressabgeordnete James Wolcott Wadsworth sein Vater.

## Werdegang
James Wolcott Wadsworth junior schloss seine Vorstudien an der St. Mark’s School in Southboro (Massachusetts) ab. 1898 machte er seinen Abschluss an der Yale University. Während des Spanisch-Amerikanischen Krieges nahm er dann 1898 als Private am Puerto-Rico-Feldzug teil. Danach ging er bei Geneseo landwirtschaftlichen Tätigkeiten nach und war in der Viehzucht tätig. Zwischen 1905 und 1910 saß er in der New York State Assembly. Während dieser Zeit hielt er zwischen 1906 und 1910 den Posten als Speaker inne. Danach managte er zwischen 1911 und 1915 eine Ranch in Texas. Politisch gehörte er der Republikanischen Partei an.
Bei den Kongresswahlen des Jahres 1914 wurde er gegen den Demokraten James W. Gerard für New York in den US-Senat gewählt, wo er am 4. März 1915 die Nachfolge von Elihu Root antrat. Er wurde 1920 wiedergewählt. 1926 erlitt er bei seiner erneuten Kandidatur eine Niederlage gegen Robert F. Wagner und schied dann nach dem 3. März 1927 aus dem Kongress aus. Während seiner Kongresszeit hatte er den Vorsitz im Committee on Military Affairs (66. bis 69. Kongress). Er war 1915 Whip der republikanischen Fraktion.
Nach seiner Kongresszeit ging er wieder landwirtschaftlichen Tätigkeiten nach. Bei den Kongresswahlen des Jahres 1932 für den 73. Kongress wurde er im 39. Wahlbezirk von New York in das US-Repräsentantenhaus gewählt, wo er am 4. März 1933 die Nachfolge von Archie D. Sanders antrat. Er wurde fünf Mal in Folge wiedergewählt. 1944 kandidierte er im 41. Wahlbezirk von New York für den 79. Kongress. Nach einer erfolgreichen Wahl trat er am 4. Januar 1945 die Nachfolge von Joseph Mruk an. Er wurde zweimal in Folge wiedergewählt. Da er auf eine erneute Kandidatur 1950 verzichtete, schied er nach dem 3. Januar 1951 aus dem Kongress aus.
Präsident Harry S. Truman ernannte ihn 1951 zum Vorsitzenden in der National Security Training Commission – ein Posten, den er bis zu seinem Tod am 21. Juni 1952 in Washington D.C. bekleidete. Sein Leichnam wurde dann auf dem Temple Hill Cemetery in Geneseo beigesetzt.